# Aurora roja
Aurora roja (títol original: Red Dawn) és una pel·lícula de guerra estatunidenca rodada l'any 1984 durant la guerra freda. Ha estat doblada al català.

## Argument

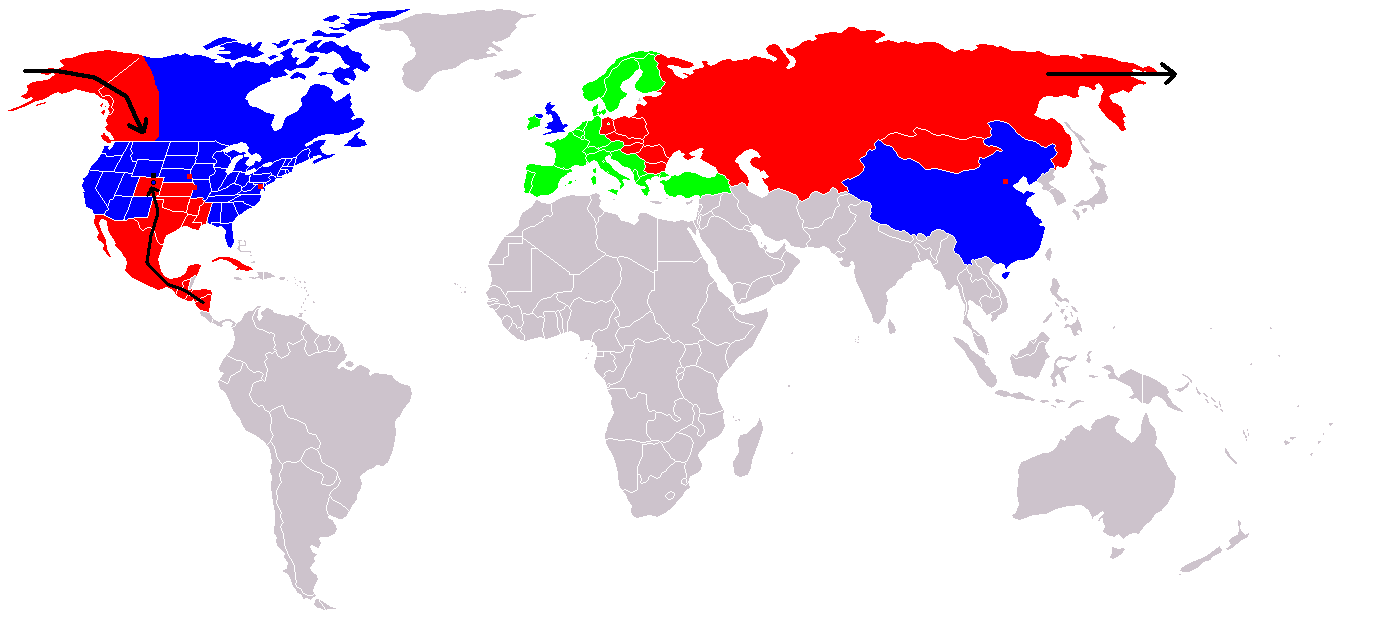
El món de l'Aurora roja al començament de la pel·lícula:
En blau: Els Estats Units i els seus aliats el Canadà, el Regne Unit i la República popular de la Xina.
En vermell: La URSS i els seus aliats.
En verd: Les nacions neutrals de l'Europa de l'Oest.
Les fletxes mostren la invasió, els punts vermells els llocs atomitzats que són Washington, D.C., Omaha (Nebraska), Kansas City (Missouri) i Pequín (Xina).

Aquesta pel·lícula explica el periple d'un grup de adolescents americans estudiants en un institut de Colorado que, atrapats en una trampa sobre la Tercera Guerra mundial i la invasió del seu país pel bloc de l'Est, es transformen en un grup de resistents que fan guerrilla sota el nom de Wolverines (Carcajou).
En aquesta ucronia, els Verds guanyen les eleccions a l'Alemanya de l'Oest i aconsegueixen la retirada de les forces americanes i de les seves armes nuclears d'Europa occidental conduint a la dissolució de l'OTAN; Cuba ha envaït l'Amèrica central i Mèxic, a continuació d'una guerra civil, s'uneix al bloc soviètic.

### Començament
Els Estats Units s'han anat aïllant progressivament després que diverses nacions europees (a excepció del Regne Unit) es retiraren de l'OTAN. Alhora, la Unió Soviètica i els seus aliats del pacte de Varsòvia agressivament expandeixen la seua influència. A més a més, la collita de blat ucraïnesa fa figa mentre que un cop d'Estat comunista té lloc a Mèxic.
Un matí del mes de setembre, en el menut poble de Calumet, Colorado, un professor d'institut local atura la classe quan veu paracaigudistes soviètics aterrar en un camp proper. Els paracaigudistes obren foc quan el professor s'enfronta a ells. El pandemonium continua mentre els estudiants fugen enmig d'un intens tiroteig. Al centre de Calumet, tropes cubanes i soviètiques estan tractant d'imposar l'ordre després d'una ocupació precipitada. El coronel cubà Bella (Ron O'Neal) dona instruccions al KGB d'anar a una botiga local d'articles esportius i obtenir els registres de vendes d'armes de la botiga en el Formulari 4473 ATF, que enumera els ciutadans que han comprat armes de foc.

### Cos argumental
Els germans Jed (Patrick Swayze) i Matt Eckert (Charlie Sheen), juntament amb els seus amics Robert (C. Thomas Howell), Danny (Brad Savage), Daryl (Darren Dalton), i Aardvark (Doug Toby), fugen al desert a correcuita després d'equipar-se en una botiga d'articles esportius propietat del pare de Robert. Mentre van de camí cap a les muntanyes, es troben amb un bloqueig soviètic, però són salvats pel foc d'un helicòpter UH-1 de l'Exèrcit dels EUA. Després de diverses setmanes al bosc, entren d'amagat de nou a la ciutat; Jed i Matt s'assabenten que el seu pare havia estat portat a un campament de reeducació. Ells visiten el lloc i parlen amb ell a través de la tanca; En Eckert (Harry Dean Stanton) li ordena als seus fills de venjar la seua inevitable mort.
Els joves visiten la família dels Masons i s'assabenten que es troben darrere de les línies enemigues en l'"Amèrica Ocupada". Es revela que el pare de Robert ha sigut ajusticiat perquè mancava estoc de la seua botiga. Els Masons encarreguen a Jed i Matt que cuiden de les seues dues netes, Toni (Jennifer Grey) i Erica (Lea Thompson). Després de matar soldats soviètics al bosc; els joves comencen una resistència armada contra les forces d'ocupació, dient-se a si mateixos "Wolverines" en honor de la mascota de l'institut.

## Al voltant de la pel·lícula
- El guió original es deia Ten Soldiers (Deu Soldats) i era més proper a El senyor de les mosques.
- Va recaptar 40 milions de dòlars en la seva estrena als Estats Units.
- Es tracta del primer paper al cinema de Charlie Sheen, que havia començat la seva carrera deu anys abans en Executat per deserció, amb el seu pare Martin.
- Va ser la primera pel·lícula prohibida a menors de tretze anys a causa de la seva violència.[3]
- La ciutat fictícia de Calumet en la qual es desenvolupa una part de la pel·lícula és en realitat Las Vegas.
- Els tres Mil Mi-24 de l'exèrcit vermell en la pel·lícula són helicopters Puma modificats.
- Un remake, Red Dawn, rodat per Dan Bradley l'any 2009, es va estrenar l'any 2012.[4]
- L'operació que va desembocar a la captura de Saddam Hussein el 2003 per l'exèrcit americà es deia Operation Red Dawn en referència a la pel·lícula.
- [5]

## Distribució
- Patrick Swayze: Jed Eckert
- C. Thomas Howell: Robert Morris
- Charlie Sheen: Matt Eckert
- Lea Thompson: Erica Mason
- Jennifer Grey: Toni Mason
- Darren Dalton: Daryl Bates
- Brad Savage : Danny Bates
- Doug Toby : Arturo « Aardvark » Mondragon
- Powers Boothe: Tinent coronel Andrew Tanner
- Harry Dean Stanton: Tom Eckert
- Ben Johnson: Jack Mason
- Lane Smith: Bates
- William Smith : coronel Strelnikov
- Vladek Sheybal : general Bratchenko
- Ron O'Neal: cor. Ernesto Bella
- Roy Jenson: el Sr. Samuel Morris
- Frank McRae: el Sr. Teasdale
- Phil Mead: el Sr. Barnes